# دانشگاه مفید
دانشگاه مفید از نخستین دانشگاه‌های غیردولتی در حوزه علوم انسانی است که در سال ۱۳۶۸ توسط سید عبدالکریم موسوی اردبیلی در شهر قم تأسیس شد. ریاست دانشگاه مفید، از ابتدای تأسیس در سال ۱۳۶۸ تا سال ۱۳۹۵ در اختیار سید عبدالکریم موسوی اردبیلی بود و از سال ۱۳۹۵ تاکنون، سید مسعود موسوی اردبیلی رئیس دانشگاه مفید است.
تحصیل در دانشگاه مفید برای دانشجویان در سه مقطع (کارشناسی، کارشناسی ارشد و دکترا)، امکان دارد و این دانشجویان بر اساس آیین‌نامه‌های آموزشی و تحصیلی، مورد معافیت از پرداخت شهریه قرار می‌گیرند و در صورت داشتن شرایط تعیین شده در آیین‌نامه بورس، کمک هزینه تحصیلی نیز دریافت می‌کنند.

## دپارتمان‌های آموزشی

### دپارتمان اقتصاد
اولین دپارتمان آموزشی دانشگاه مفید، دپارتمان اقتصاد بوده است که سال ۱۳۶۸ در مقطع کارشناسی اقتصاد نظری، شروع به پذیرش دانشجو کرده است. مقطع کارشناسی ارشد این دپارتمان آموزشی، در سال ۱۳۷۳، و مقطع دکتری تخصصی، در سال ۱۳۸۰ راه اندازی شده است. در مقطع کارشناسی ارشد، رشته اقتصاد نظری و در مقطع دکتری، رشته اقتصاد بین‌الملل در این دپارتمان ارائه می‌شود.

### دپارتمان حقوق
دپارتمان حقوق دانشگاه مفید در سال ۱۳۷۰ آغاز به کار کرده و به پذیرش دانشجو در مقطع کارشناسی پرداخته است. مقطع کارشناسی ارشد در سال ۱۳۷۴ و دکتری در سال ۱۳۸۱، در این دپارتمان راه‌اندازی شده است. همچنین این دپارتمان از معدود دپارتمان‌های آموزشی در ایران است که از سال ۱۳۸۳، گرایش حقوق بشر را در مقطع کارشناسی ارشد راه‌اندازی کرده است. گرایش‌های دپارتمان حقوق در مقطع کارشناسی ارشد دانشگاه مفید عبارتند از: حقوق بشر، حقوق بین‌الملل، حقوق عمومی، حقوق جزا و جرم‌شناسی، و همچنین حقوق خصوصی. در مقطع دکتری نیز گرایش حقوق خصوصی و حقوق بین‌الملل عمومی در این دانشگاه ارائه می‌شود.
ارائه خدمات علمی و عام‌المنفعه حقوقی از طریق کلینیک‌های حقوقی دانشگاه مفید، از جمله ویژگی‌های دپارتمان مذکور است. فارغ التحصیلان هر یک از مقاطع تحصیلی دپارتمان حقوق این دانشگاه، به شرط کسب معدل لازم، بدون شرکت در آزمون کتبی شغل قضاوت، می‌توانند به صورت مستقیم در مصاحبه علمی آن حضور یابند.

### دپارتمان فلسفه
دپارتمان فلسفه، سومین دپارتمان دانشگاه مفید، از سال ۱۳۷۲ تأسیس شد و در مقطع کارشناسی رشته فلسفه، به پذیرش دانشجو پرداخت. راه اندازی دوره کارشناسی ارشد، در سال ۱۳۷۷ و دوره دکتری در سال ۱۳۹۴ صورت گرفت. گرایش‌های دپارتمان فلسفه در مقطع کارشناسی ارشد عبارتند از: فلسفه غرب، فلسفه و کلام اسلامی، الهیات و معارف اسلامی، فلسفه و کلام اسلامی، فلسفه دین، فلسفه علم، و فلسفه اخلاق. همچنین گرایش‌ها در مقطع دکتری عبارتند از: فلسفه عصر جدید، و فلسفه و کلام اسلامی.

### دپارتمان علوم سیاسی
دپارتمان علوم سیاسی دانشگاه مفید در سال ۱۳۷۳ تأسیس شد و تا سال ۱۳۷۷، فقط در مقطع کارشناسی به پذیرش دانشجو در رشته علوم سیاسی می‌پرداخت. از سال ۱۳۷۸ دوره کارشناسی ارشد و از سال ۱۳۹۳، مقطع دکتری در این دپارتمان راه اندازی شد.
گرایش‌های دپارتمان علوم سیاسی در مقطع کارشناسی ارشد عبارتند از: علوم سیاسی، اندیشه سیاسی در اسلام، مطالعات منطقه ای و روابط بین‌الملل، و همچنین در مقطع دکتری رشته علوم سیاسی، گرایش مسائل ایران، به پذیرش دانشجو می‌پردازد.

### دپارتمان الهیات
دپارتمان الهیات دانشگاه مفید در سال ۱۳۸۳، با راه اندازی دوره کارشناسی ارشد معارف قرآن آغاز به کار کرد. هم‌اکنون در مقطع کارشناسی رشته‌های فقه و حقوق و همچنین فقه و مبانی حقوق اسلامی، دانشجو می‌پذیرد. رشته‌های مقطع کارشناسی ارشد این دپارتمان عبارتند از: علوم قرآن و حدیث، و فقه و مبانی حقوق اسلامی. این دپارتمان در مقطع دکتری رشته فقه و مبانی حقوق اسلامی نیز پذیرای دانشجو است.

### دپارتمان زبان انگلیسی
دپارتمان زبان انگلیسی دانشگاه مفید در سال ۱۳۸۶ تأسیس شد و رشته‌های مترجمی و آموزش زبان انگلیسی در مقطع کارشناسی، در آن ارائه می‌شود.

## مرکز آموزش‌های آزاد و مجازی
مرکز آموزش‌های آزاد و مجازی دانشگاه مفید، با هدف توانمندسازی، مهارت افزایی، و ایجاد فرصت‌های شغلی و هدایت شغلی متقاضیان دانشگاهی و غیردانشگاهی، در سال ۱۳۹۵کارآفرینی، حسابداری، بیمه، تایپ سریع، فتوشاپ، فن بیان، ویراستاری، آموزش زبان ،ICDL تأسیس شد. برگزاری دوره‌ها، کارگاه‌ها و همایش‌های عمومی و تخصصی از قبیل انگلیسی و آموزش نحوه ثبت شرکت‌ها، برخی از این اقدامات است. مرکز آموزش زبان دانشگاه مفید زیر نظر مرکز آموزش‌های آزاد و مجازی فعالیت می‌کند و به آموزش آزاد زبان‌های انگلیسی، عربی، فرانسه، آلمانی و… می‌پردازد. بر اساس آمارهای اعلام شده این مرکز، تاکنون نزدیک به ۸۰ درصد فراگیران آن، به صورت مستقیم یا غیرمستقیم وارد بازار کار شده‌اند. مرکز آموزش‌های آزاد و مجازی، دوره‌های خود را به همراه صدور گواهینامه رسمی برای شرکت کنندگان برگزار می‌کند.

## کلینک‌های حقوقی
کلینیک حقوقی و کلینیک حقوق کودک دانشگاه مفید که اولین نمونه های از نوع خود در جمهوری اسلامی ایران شناخته می‌شوند، در سال‌های ۱۳۸۶ و ۱۳۹۸ در دانشگاه مفید تأسیس شده‌اند. این کلینیک‌ها، نهادهای مردمی- دانشگاهی هستند که با هدف ارائه خدمات حقوقی رایگان به محرومان و مشاوره به آسیب دیدگان اجتماعی برای بازپروری آنان تأسیس شده‌اند. سرعت بخشیدن به حل منازعات به روش‌های مسالمت آمیز، و همچنین افزایش آگاهی مردم دربارهٔ قوانین و در نتیجه نهادینه کردن حقوق شهروندی، از اهداف آنهاست.
برگزاری همایش‌های بین‌المللی، مدارس تابستانی و سمینارهای علمی، با همکاری نهادهای داخل و خارج از ایران، از جمله اقدامات کلینیکهای حقوقی دانشگاه مفید است. این کلینیک‌ها، با نهادهایی از جمله سازمان بهزیستی، کمیته امداد امام خمینی، وزارت دادگستری، و همچنین مراجع ملی و بین‌المللی حقوقی، همکاری مستمر دارد.

## مراکز مطالعاتی

### مرکز مطالعات حقوق بشر
با توجه به اهمیت گفت‌وگوهای حقوق بشری در جهان کنونی و نسبت آن با آموزه‌های دینی و همچنین ضرورت پژوهش، آموزش و تبیین اندیشه و دیدگاه‌های اسلامی، به‌ویژه مکتب اهل‌بیت در این حوزه، و نیز لزوم ساماندهی و تمرکز فعالیت‌های دانشگاه مفید در این گستره، مرکز مطالعات حقوق بشر دانشگاه مفید در خردادماه سال ۱۳۸۲ تأسیس شده و در چهارچوب وظایف خود به فعالیت‌های گوناگون و کارآمدی پرداخته است. در راستای اهداف و وظایف مشخص‌شده، مرکز مطالعات حقوق بشر با پشتکار استادان و افراد صاحب‌نام و روش‌های مختلف، اهداف خود را پیگیری و راه‌های دست‌یابی به آن‌ها را به‌خوبی پیموده است. با توجه به ماهیت میان‌رشته‌ای حقوق بشر و تأکید این مرکز بر حفظ این ماهیت، کوشیده شده است در فعالیت‌های پیشین و فعلی مرکز، متفکران و صاحب‌نظران همه رشته‌ها و موضوعات گوناگون با مباحث حقوق بشر تعامل داشته باشند.
برخی از همایش‌های بین‌المللی برگزارشده از سوی مرکز مطالعات حقوق بشر دانشگاه مفید عبارتند از «حقوق بشر و گفتگوی تمدن‌ها»، «مبانی نظری و حقوق بشر»، «هویت‌ها، تفاوت‌ها و حقوق بشر»، «صلح، حقوق بشر و دین»، «حقوق بشر و دین»، «نقش ادیان و رهبران دینی در مقابله با خشونت علیه کودکان»، «اسلام و حقوق بشردوستانه بین‌المللی»، «معاضدت حقوقی و کلینیک‌های حقوقی»، «ادیان ابراهیمی و همزیستی مسالمت آمیز».
اهداف مرکز مذکور، تولید دانش و توسعه ادبیات در حوزه حقوق بشر با تأکید بر پژوهش‌های میان رشته‌ای، تبیین نسبت میان حقوق بشر، ادیان و تمدن‌ها، و همچنین تبیین اندیشه‌های راستین اسلام در زمینه حقوق بشر برای دستیابی به اصولی همچون صلح، عدالت، آزادی و امنیت، اعلام شده است.

### مرکز مطالعات اقتصادی
مرکز مطالعات اقتصادی دانشگاه مفید در سال ۱۳۸۴ تأسیس گردید. هدف این مرکز، ساماندهی و تمرکز فعالیت‌های دانشگاه مفید در گستره اقتصاد، تولید دانش و توسعه ادبیات اقتصادی با تأکید بر پژوهش‌های اقتصاد اسلامی و تحقیقات میان‌رشته‌ای؛ تبیین و ترویج اندیشه‌های اسلامی درزمینهٔ اقتصاد؛ تبیین مبانی و اصول جاری در نظام اقتصادی مبتنی بر تعالیم اسلامی؛ مشاوره و تبادل علمی با مراکز مشابه در داخل و خارج از کشور، پرورش پژوهشگران توانمند و … است.
این مرکز با انجام طرح‌های پژوهشی، برگزاری کارگاه‌ها و دوره‌های کوتاه‌مدت، همایش‌ها، سخنرانی‌ها، نشست‌های تخصصی، ارائه مشاوره به نهادهای اجرایی و … تحقق اهداف یادشده را دنبال می‌کند. ایجاد بانک اطلاعاتی و اطلاع‌رسانی پیرامون کتب و مقالات اقتصادی به‌ویژه اقتصاد اسلامی؛ ایجاد بانک اطلاعاتی و اطلاع‌رسانی پیرامون مراکز آموزشی و پژوهشی و متخصصان مربوط به گستره اقتصاد و نیز اقتصاد اسلامی؛ تشکیل حلقه‌های علمی - پژوهشی در موضوعات اساسی اقتصادی؛ فراهم نمودن زمینهٔ شرکت دانشجویان در کارگاه‌های آموزشی داخل و خارج از کشور؛ هدایت و حمایت از تحقیقات دانشجویی (مقالات و پایان‌نامه‌ها)؛ فراهم نمودن زمینه شرکت استادان و پژوهشگران در اجلاس‌های علمی، فرصت‌های مطالعاتی و کارگاه‌های آموزشی داخل و خارج از کشور؛ انجام پروژه‌های تحقیقاتی متناسب با اهداف مرکز؛ برگزاری همایش‌ها، سخنرانی‌ها و کارگاه‌های دوره‌ای با همکاری استادان داخلی و خارجی؛ تشویق به تألیف کتب و مقالات تخصصی در گستره اقتصاد و برگزاری کارگاه‌های آموزشی و پژوهشی با همکاری استادان داخلی و خارجی از مهم‌ترین برنامه‌های این مرکز است.
مرکز مطالعات اقتصادی دارای نشریه‌ای علمی - پژوهشی با عنوان «مطالعات و سیاست‌های اقتصادی» است که به دو صورت چاپی و الکترونیکی در دسترس پژوهشگران گستره اقتصادی قرار می‌گیرد. از مهم‌ترین همایش‌های برگزارشده به‌وسیلهٔ مرکز مطالعات اقتصادی عبارت‌اند از: «اندیشه‌های اقتصادی شهید صدر»، «وقف در بازار سرمایه»، «مبانی فقهی و اقتصادی مالیات‌های اسلامی»، «بررسی اندیشه‌های قرآنی و اقتصادی آیت‌الله طالقانی» و «همایش‌های نکوداشت آیت‌الله موسوی اردبیلی»

### مرکز مطالعات قرآن
مرکز مطالعات قرآن دانشگاه مفید در سال ۱۳۸۵ تأسیس شد. اهداف بزرگ این مرکز عبارت‌اند از: تدوین و تبیین معارف قرآنی با توجه به علوم انسانی و پژوهش‌های میان‌رشته‌ای؛ گسترش فرهنگ و معارف قرآنی با تأکید بر مکتب اهل‌بیت؛ حمایت و پرورش پژوهشگران توانمند در گستره مطالعات قرآنی؛ مطالعه و بررسی مسائل نوین فکری جهان معاصر از منظر قرآن کریم و کوشش برای تبیین اصول مشترک در روابط انسانی در درون جوامع اسلامی و در سطح بین‌الملل.
این مرکز در راستای تحقق اهداف خود، برنامه‌های مختلفی را در چهارچوب پروژه‌های تحقیقاتی همچون: برگزاری همایش‌ها، سخنرانی‌ها، کارگاه‌های دوره‌ای با همکاری استادان داخلی و خارجی و انتشار کتب و نشریه تخصصی مرتبط با مطالعات قرآنی و … به انجام رسانده است. همچنین این مرکز از سال ۱۳۹۳ به‌منظور نشر معارف قرآنی و ارائه دیدگاه صاحب‌نظران در حوزهٔ شناخت دینی، نشریه‌ای تخصصی با عنوان «دوفصلنامه پرتو وحی» را راه اندازی نمود که در سال ۱۴۰۰ به «دو فصلنامه دین و دنیای معاصر» تغییر یافت.

### مرکز مطالعات حقوق تطبیقی
مرکز مطالعات حقوق تطبیقی دانشگاه مفید در سال ۱۳۸۸ تأسیس گردید. اهداف این مرکز عبارت‌اند از: تحقیق و تطبیق مباحث و دستاوردهای علمی در نظام‌های مختلف حقوقی و گسترش و تحول دانش حقوق و دستیابی به بهترین قواعد؛ مطالعه و تطبیق میان آموزه‌های فقه اسلامی، به‌ویژه فقه امامیه با آموزه‌های دانش حقوق و تبیین مبانی فقهی موضوعات و مسائل حقوقی؛ ارزیابی و نقد علمی قوانین و مقررات ملی در گستره‌های گوناگون حقوقی به‌منظور اصلاح و به‌روزرسانی آن‌ها؛ در صورت امکان، کوشش برای دستیابی به وحدت حقوقی در زمینه‌های مختلف و ارتقای دانش حقوقی و نیز رفع خلأها و کاستی‌ها در زمینه‌های نظریه‌پردازی و کاربردی.
از فعالیت‌های مهم این مرکز، انتشار دوفصلنامه‌ای علمی - پژوهشی با عنوان «حقوق تطبیقی» است؛ همچنین این مرکز در همایش‌های مختلفی ازجمله: «حقوق ملی و بین‌المللی از سنت تا پست‌مدرن»، «حقوق تطبیقی و حقوق تجارت اسلامی»، «اصول ۲۰۱۰ یونیدورا و اصول قرادادها تجاری بین‌المللی و حقوق داخلی» و «اجرای حقوق اسلامی در نظام حقوقی فرانسه و اروپا» همکاری کرده است.

## کتابخانه و مرکز اسناد
کتابخانه و مرکز اسناد دانشگاه مفید، همزمان با تأسیس دانشگاه در سال ۱۳۶۸ شروع به فعالیت کرده است. این کتابخانه ازنظر منابع، به‌ویژه در گسترهٔ علوم انسانی، یکی از غنی‌ترین کتابخانه‌های ایران است. هم‌اکنون این کتابخانه در فضایی به مساحت ۳۱۰۰ متر مربع و دارای بیش از ۲۵۰ هزار جلد کتاب، نشریه، پایان‌نامه و سند کتابخانه‌ای در چهارچوب منابع چاپی می‌باشد؛ همچنین افزون بر منابع فیزیکی، بخش کتابخانهٔ دیجیتال آن هم در فاز یکم با بیش از ۲۰ هزار نسخه کتب تخصّصی علوم انسانی به زبان انگلیسی برای استفاده پژوهشگران و دانشجویان راه‌اندازی شده است که درنهایت و در چند فاز بعدی، به ۱۰۰ هزار جلد کتاب دیجیتال افزایش خواهد یافت.
نکته شایان توجه دربارهٔ کتابخانه و مرکز اسناد دانشگاه مفید، افزون بر شمار منابع، هدف این مرکز در شناساندن علوم انسانی و علوم اسلامی به کشورهای دیگر است. از مقدمات این کار، جمع‌آوری کتاب‌های نگاشته‌شده در این زمینه به زبان‌های دیگر است؛ از این‌روی بیش از نیمی از منابع موجود، به زبان‌های انگلیسی، عربی، ایتالیایی، اسپانیایی، فرانسوی، لاتین و … بوده که همانا بیشتر منابع، معمولاً به‌جز زبان فارسی به زبان انگلیسی و عربی است.
همچنین کتابخانهٔ دانشگاه مفید دربردارنده یک بخش بسیار مهم با آثاری کمیاب و نایاب است که از ارزش معنوی و علمی بسیار خاصی برخوردارند و با شرایط ویژه و سیستم‌های نظارتی خاصی از آن‌ها حفاظت و نگهداری می‌شود. در واقع این آثار ازنظر درون‌مایه و کیفیّت نسخه، تفاوت‌های ویژه‌ای با دیگر آثار دارند؛ برای نمونه: گنجینهٔ نسخ خطی، کتب چاپ سنگی و چاپ سربی و همچنین آثار بسیار ویژه با دستخط و امضای مؤلفان معاصر و نیز بزرگان ایران زمین است.

## سازمان انتشارات
سازمان انتشارات دانشگاه مفید، در سال ۱۳۸۰ تأسیس شد و مسئولیت جذب و انتشار آثار علمی و پژوهشی استادان و محققان داخل و خارج از دانشگاه را بر عهده دارد. سازمان انتشارات آثار فراوان تألیفی و ترجمه، در موضوعات مختلفی از جمله فلسفه، اقتصاد، حقوق، علوم سیاسی، الهیات، عرفان، عمومی و… توسط این سازمان منتشر شده است. مسئولیت چاپ و انتشار نشریات دانشگاه مفید نیز بر عهده این مرکز است.

## نشریات علمی

### دوفصلنامه بین‌المللی حقوق بشر
حقوق بشر در جهان امروز از چنان اهمیتی برخوردار است که از آن به بنیان حیات و همزیستی بشر یاد می‌کنند. مقررات و قواعد حقوق بشر، اصولی است که بر پایه آن شأن و کرامت انسانی را پاس می‌داریم. همة انسان‌ها به لحاظ اینکه انسانند دارای کرامت و حقوقند. بی تردید همه انسان‌ها خواهان آنند که در دنیایی توسعه یافته همراه با امنیت، معنویت، حقوق و اخلاق زندگی کنند؛ دنیایی فارغ از خشونت، تبعیض و نابرابری، ستم و استبداد. دنیایی پر از دادگری، صلح، آزادی و بردباری. حقوق بشر باید به تأمین چنین دنیایی برای همه بشریت بیندیشد. از این رو، دوفصلنامه حقوق بشر از سال ۱۳۸۵ برای تبیین مبانی نظری حقوق بشر و راستای تحقق هر چه بیشتر اهداف مرکز مطالعات حقوق بشر در قالب اولین نشریه علمی و کاملاً تخصصی، جهت گسترش پژوهش‌های اصولی و مبانی نظری حقوق بشر در ایران شروع به فعالیت و انتشار آثار علمی برگزیده نمود. در بیش از ۱۵ سال که آغاز انتشار دوفصلنامه حقوق بشر می‌گذرد، این دوفصلنامه توانسته است به عنوان یکی از منابع پژوهش در زمینه‌های مرتبط معرفی شده و به فعالیت خود ادامه دهد.
این دوفصلنامه با هدف گسترش پژوهش‌های اصولی در حوزهٔ حقوق بشر، ارائهٔ جدیدترین مطالعات، دستاوردها و پژوهش‌های بین رشته‌ای اندیشمندان داخلی و خارجی در این زمینه، تقویت گفتمان حقوق بشر بین نظام‌های حقوقی با رویکرد حقوق بشری و ارائهٔ جدیدترین دیدگاه‌های اندیشمندان مسلمان در حوزهٔ حقوق بشر منتشر می‌گردد. دوفصلنامهٔ حقوق بشر اولین و تنها نشریه تخصصی آکادمیک در زمینهٔ حقوق بشر با اعتبار شاخص بین‌المللی است که در ایران منتشر می‌شود.
این نشریه اولین نشریهٔ حقوقی دو زبانه فارسی - انگلیسی است که توانسته علاوه بر عضویت در کمیته بین‌المللی اخلاق نشر «COPE»، امتیاز نمایه در پایگاه بین‌المللی اسکوپوس را کسب نماید.

### دوفصلنامه هستی و شناخت
دوفصلنامه هستی و شناخت یک نشریهٔ فلسفی و بیشتر با رویکرد تحلیلی است که به موضوع‌های مختلف و دوره‌های گوناگون فلسفه می‌پردازد. در این دوفصلنامه که ادامهٔ فعالیت «نامهٔ مفید فلسفی» است، سعی بر آن است تا افزون بر پژوهش‌های مستقل در مکاتب و موضوع‌های فلسفه‌های اسلامی و غربی، به بحث تطبیق موضوع‌های مشترک در فلسفهٔ اسلامی و فلسفهٔ غرب توجه گردد.

### دوفصلنامه حقوق تطبیقی
دوفصلنامه علمی - پژوهشی «حقوق تطبیقی» پیش از این با عنوان «نامهٔ حقوقی» ذیل مجلهٔ علمی – پژوهشی نامهٔ مفید منتشر می‌شد، این نشریه اکنون به‌صورت مستقل و به‌عنوان یک نشریه معتبر در میان مجلات حقوقی کشور شناخته شده و تاکنون مقالات بی‌شماری را از استادان و پژوهشگران فرهیخته کشور منتشر نموده است.
سیاست اصلی این نشریه، مطالعه، تحلیل و تطبیق مباحث و دستاوردهای حقوقی در نظام‌های حقوقی اصیل، گسترش و ارتقای دانش حقوقی، بررسی تحلیلی نظام حقوقی اسلام و مطالعهٔ تطبیقی آن با دیگر نظام‌های حقوقی معاصر است.

### دو فصلنامه مطالعات و سیاست‌های اقتصادی
دوفصلنامه «مطالعات و سیاست‌های اقتصادی» ادامهٔ دوفصلنامه «نامه اقتصادی» و مجلات نامه مفید می‌باشد که از فروردین سال ۱۳۷۴ تاکنون توسط دانشگاه مفید به‌طور پیوسته انتشار یافته است. از ابتدای سال ۱۳۷۹ مجله نامه مفید، به عنوان اولین و تنها مجله علمی - پژوهشی منتشره در شهر مقدس قم، به مدت یازده سال در حوزه‌های مختلف علوم انسانی خصوصاً حوزه‌های اقتصادی، فلسفی، حقوقی، علوم قرآنی و سیاسی به انتشار مقالات دانشگاهی پرداخت. به دنبال رشد کیفی جامعه علمی کشور و تخصصی‌تر شدن مجلات دانشگاهی به تناسب، نامه مفید نیز فعالیت خود را تنها به سه رشته محدود ساخت و از سال ۱۳۸۹ تحت سه عنوان تخصصی «نامه اقتصادی»، «نامه حقوقی» و «نامه فلسفی» به صورت دو شماره در سال انتشار یافت.
نشریه نامه مفید طی سال‌های ۱۳۷۴–۱۳۸۴ اقدام به انتشار مقالاتی در حوزه اقتصاد، فلسفه و حقوق به صورت فصلنامه نموده است. از سال ۱۳۸۴ الی ۱۳۸۹ اقدام به انتشار تخصصی هر شماره در قالب نام‌های نامه اقتصادی، نامه حقوقی و نامه فلسفی نموده است. با توجه به نامه شماره ۲۲۴۹/۱۱/۳ مورخ ۱۳۸۸/۱۲/۲۶ وزارت علوم، تحقیقات و فناوری، نشریه نامه اقتصادی طی سال‌های ۱۳۸۹–۱۳۹۳ با عنوان سیاست‌های اقتصادی منتشر شده است. از سال ۱۳۹۳ تا به اکنون نشریه با نام فعلی (دوفصلنامه مطالعات و سیاست‌های اقتصادی) به صورت دوفصلنامه منتشر می‌شود. نامه مفید براساس نامهٔ شماره ۱۳۷۳/۲۹۱۰/۳ مورخ ۱۳۷۹/۱۱/۳ وزارت علوم، تحقیقات و فناوری دارای درجه علمی - پژوهشی می‌باشد.
همان‌گونه که از نام این نشریه «مطالعات و سیاست‌های اقتصادی» پیداست در دو قسمت مطالعات و سیاست‌گذاری اقتصادی اقدام به پذیرش و انتشار مقالات می‌نماید. با توجه به رسالت دانشگاه مفید، مقالاتی که در حوزه مطالعات بنیادی اقتصاد اسلامی، همچنین سیاست‌های کاربردی از دیدگاه اقتصاد اسلامی برای اقتصاد ایران باشد؛ در اولویت ارزیابی و پذیرش قرار می‌گیرد. این مجله با استفاده از بهترین استادان اقتصاد، به ارزیابی مقالات وارده پرداخته؛ تا ضمن حفظ کیفیت مقالات و استفاده از نتایج آخرین تحقیقات پژوهشگران اقتصادی، جنبه کاربرد آن برای اقتصاد ایران و موافق با دیدگاه اسلامی مورد تأکید قرار گیرد.

### دو فصلنامه دین و دنیای معاصر
پژوهش‌های آکادمیک در همه قلمروها، اگر با رویکردی مسئله محور و با هدف روشنگری در زمینه ای صورت گیرد که به کشف رازی اصیل از رازهای هستی منجر شود، ارجمند و در خور تقدیر است. در این میان آن دسته از پژوهش‌ها که با نظر به مسائل و معضلات ناظر به حیطه موسوم به «وضع و حال انسانی» و به قصد گره گشایی از کار فروبسته انسان به انجام می‌رسند، اهمیتی بیش از پاسخگویی به نیاز آدمی برای دانستن پیدا می‌کنند.
حوزه مباحث دینی و الاهیاتی، که در مجموعه فراختر علوم انسانی و اجتماعی مندرج است، از یکسو به اعتبار خصلت دوگانه این دسته از علوم که از وجهی ناظر به شناخت واقعیتند و از وجه دیگر ناظر به تغییر آن، و از سوی دیگر به واسطه جایگاه رفیع دین در حیطه «وضع و حال انسانی» از موقعیتی ویژه در خانواده رشته‌ها و دیسیپلین‌های علمی برخوردارست.
شعار دانشگاه مفید، «پای در سنت و رو به آینده» است و بر این اساس دغدغه این دانشگاه در این نشریه آن است که از یکسو با توجه به تعالیم قرآنی و سنت اسلامی، و از سوی دیگر با نظر نقادانه به تعالیم و سنت‌های دینی دیگر، راهی برای درمان دردهای انسان دردمند معاصر بجویند.
در واقع دانشگاه مفید از مهرماه ۱۳۹۳ تا اسفند ماه ۱۳۹۹ نشریه ای را با رویکرد عمدتاً قرآنی با عنوان «پرتو وحی» منتشر می‌کرد که این دوفصلنامه در ۱۳ شماره منتشر شد و مقالات آن در سایت دانشگاه مفید در دسترس علاقه‌مندان قرار دارد. اما در فروردین ۱۴۰۰ با توجه به تغییر رویکرد دانشگاه در انتشار مقالات الاهیاتی و ورود به عرصه انتشار مقالات با موضوعات وابسته به دین در دنیای معاصر، نهایتاً عنوان نشریه به «دین و دنیای معاصر» تغییر پیدا کرده و مقالات با رویکردی جدید دریافت و بررسی می‌شوند. این نشریه از سال ۱۳۹۹ دارای درجه علمی (علمی - پژوهشی سابق) است و در ارزیابی سال ۱۴۰۰ نشریات علمی کشور از سوی وزارت علوم، تحقیقات و فناوری رتبه «ب» نشریات علمی را کسب کرده است.